# Dr. Dolittle 4
Dr. Dolittle 4 ist eine US-amerikanische Familienkomödie aus dem Jahr 2008 von dem Regisseur Craig Shapiro. Der Film wurde am 27. März 2009 in Deutschland auf DVD veröffentlicht.

## Inhalt
Maya Dolittle ist ein Mädchen, das mit Tieren sprechen kann wie ihre ältere Schwester Charisse Dolittle und ihr Vater Dr. John Dolittle. John ist auf Tierexpeditionen unterwegs, während Charisse auf dem College ist. Als der Präsident ihn bittet, mit dem Präsidentenhund zu helfen und einen afrikanischen Wald zu retten, tritt Maya an die Stelle ihres Vaters. Der Hund Daisy ist sehr temperamentvoll, aber nach vielen Schwierigkeiten beginnen sie, miteinander auszukommen.
Bei einem Abendessen mit dem Prinzen und der Prinzessin des Königreichs, in dem sich der Wald befindet, läuft es gut, bis sie sich plötzlich zum Schlechten wendet. Mit Hilfe von Tieren findet Maya heraus, dass Chief Dorian den Prinzen sabotierte, um den Wald zu schließen und Millionen zu verdienen. Er wird verhaftet und der Wald gerettet.

## Produktion
Die visuellen Effekte des Films wurden vom ehemaligen Leiter Wes Takahashi der den Animationsabteilung von Industrial Light & Magic, leitet. Das geschätzte Budget für diesen Film liegt bei sechs Millionen US-Dollar.

## Veröffentlichung
Am 4. März 2008 wurde Dr. Dolittle 4 auf DVD veröffentlicht. In der Woche verkauften Exemplaren belegte es den 15. Platz und kostete 26,98 US-Dollar. In Deutschland erschien die DVD am 27. März 2009.

## Kritik
Der Filmkritiker Kevin Carr gab dem Film zweieinhalb von fünf Sternen. Common Sense Media verlieh ihm drei von fünf Sternen. Sloan Freer von Radio Times gab es zwei von fünf und nannte es „eine sporadisch amüsante Mischung aus gunge-schwerem Slapstick, leichter Angst vor Jugendlichen und den üblichen vereinfachten Lektionen fürs Leben“.